# 愛宕町 (津島市)
愛宕町（あたごちょう）は、愛知県津島市の地名。現行行政地名は愛宕町一丁目から愛宕町九丁目。

## 地理
津島市南西部に位置する。東は埋田町・深坪町、西は西愛宕町、南は愛西市、北は橘町に接する。

## 歴史

### 愛宕追分
江戸時代の愛宕町付近は東海道の脇街道である佐屋街道と、江戸時代の終わりごろに往来の増えた蟹江街道の分岐点（追分）となっていた。明治初年から昭和30年代までは愛宕追分を示す道標が愛宕町7丁目にあったと伝えられるが、現在では刻まれた文もはっきりとしない。

### 沿革
- 1953年（昭和28年） - 津島市大字津島の一部により、同市愛宕町として成立[1]。

## 世帯数と人口
2018年（平成30年）1月1日現在の世帯数と人口は以下の通りである。
| 丁目         | 世帯数    | 人口    |
| ------------ | --------- | ------- |
| 愛宕町一丁目 | 197世帯   | 466人   |
| 愛宕町二丁目 | 231世帯   | 562人   |
| 愛宕町三丁目 | 153世帯   | 382人   |
| 愛宕町四丁目 | 152世帯   | 391人   |
| 愛宕町五丁目 | 206世帯   | 528人   |
| 愛宕町六丁目 | 131世帯   | 361人   |
| 愛宕町七丁目 | 167世帯   | 470人   |
| 愛宕町八丁目 | 220世帯   | 513人   |
| 愛宕町九丁目 | 253世帯   | 514人   |
| 計           | 1,710世帯 | 4,187人 |

### 人口の変遷
国勢調査による人口の推移
| 1995年（平成7年）  | 3,589人 | [ 8 ]  |  |
| 2000年（平成12年） | 4,119人 | [ 9 ]  |  |
| 2005年（平成17年） | 4,066人 | [ 10 ] |  |
| 2010年（平成22年） | 4,108人 | [ 11 ] |  |
| 2015年（平成27年） | 4,034人 | [ 12 ] |  |

## 学区
市立小・中学校に通う場合、学区は以下の通りとなる。また、公立高等学校に通う場合の学区は以下の通りとなる。
| 丁目         | 番・番地等 | 小学校           | 中学校             | 高等学校 |
| ------------ | ---------- | ---------------- | ------------------ | -------- |
| 愛宕町一丁目 | 全域       | 津島市立南小学校 | 津島市立暁中学校   | 尾張学区 |
| 愛宕町二丁目 | 全域       | 津島市立東小学校 | 津島市立藤浪中学校 | 尾張学区 |
| 愛宕町三丁目 | 全域       | 津島市立南小学校 | 津島市立暁中学校   | 尾張学区 |
| 愛宕町四丁目 | 全域       | 津島市立南小学校 | 津島市立暁中学校   | 尾張学区 |
| 愛宕町五丁目 | 全域       | 津島市立南小学校 | 津島市立暁中学校   | 尾張学区 |
| 愛宕町六丁目 | 全域       | 津島市立南小学校 | 津島市立暁中学校   | 尾張学区 |
| 愛宕町七丁目 | 全域       | 津島市立南小学校 | 津島市立暁中学校   | 尾張学区 |
| 愛宕町八丁目 | 全域       | 津島市立南小学校 | 津島市立暁中学校   | 尾張学区 |
| 愛宕町九丁目 | 全域       | 津島市立南小学校 | 津島市立暁中学校   | 尾張学区 |

## 施設
- 愛宕神社[6]
- 愛知県営愛宕南住宅

## その他

### 日本郵便
- 郵便番号 : 496-0036[4]（集配局：津島郵便局[15]）。